# San Juan Bautista Guelache
San Juan Bautista Guelache là một đô thị thuộc bang Oaxaca, México. Năm 2005, dân số của đô thị này là 4912 người.